# Kanemoto Racing

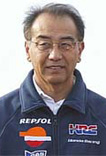
Teamgründer Erv Kanemoto

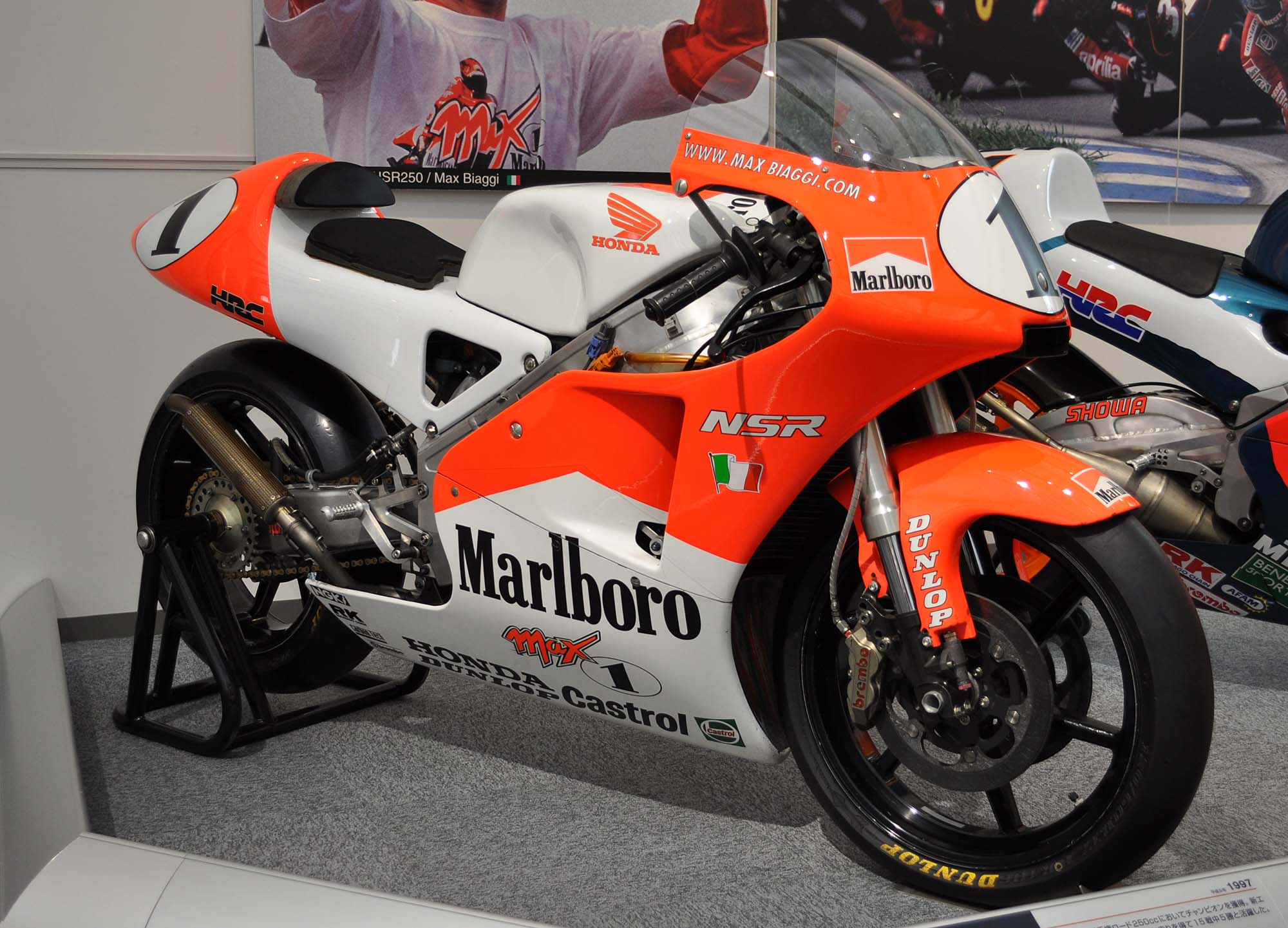
250-cm³-Honda des Team Kanemoto, mit der Max Biaggi 1997 Weltmeister wurde

Kanemoto Racing war ein japanisches Motorradsportteam, welches an der FIM-Motorrad-Weltmeisterschaft von 1989 bis 2002 mit Honda-Motorrädern teilnahm. Gründer, Namensgeber und Besitzer war Erv Kanemoto. Unter anderem fuhren Eddie Lawson, Wayne Gardner, Luca Cadalora, Max Biaggi, Tadayuki Okada, John Kocinski und Alex Barros für Kanemoto.

## Statistik

### Weltmeister
- 1989 –  Eddie Lawson, 500-cm³-Weltmeister auf Honda
- 1991 –  Luca Cadalora, 250-cm³-Weltmeister auf Honda
- 1992 –  Luca Cadalora, 250-cm³-Weltmeister auf Honda
- 1997 –  Max Biaggi, 250-cm³-Weltmeister auf Honda

### MotoGP-Team-WM-Ergebnisse
- 2002 – Zehnter

### Grand-Prix-Siege
| Saison | Klasse  | Rennen                                                                                                   |
| ------ | ------- | --- |
| 1989   | 500 cm³ | Spanien Belgien Frankreich Schweden                                                                      |
| 1991   | 250 cm³ | Japan Australien Vereinigte Staaten Italien Europaische Union Vereinigtes Konigreich San Marino Malaysia |
| 1992   | 500 cm³ | Vereinigtes Konigreich                                                                                   |
| 1992   | 250 cm³ | Japan Australien Malaysia Italien Europaische Union Ungarn Brasilien                                     |
| 1993   | 500 cm³ | Europaische Union Malaysia                                                                               |
| 1993   | 250 cm³ | Europaische Union                                                                                        |
| 1993   | 500 cm³ | Japan Argentinien                                                                                        |
| 1995   | 500 cm³ | Malaysia                                                                                                 |
| 1997   | 250 cm³ | Malaysia Italien Italien Tschechien Indonesien                                                           |
| 1998   | 500 cm³ | Japan Tschechien                                                                                         |